# Liste des comtes de Cerdagne
Ceci est une liste chronologique des comtes qui ont gouverné le comté de Cerdagne, de sa création, en 798, à son intégration définitive à la Couronne d'Aragon par le roi Pierre IV le Cérémonieux en 1375.

## Comtes bénéficiaires

### Comte d'origine hispano-gothique
- 798-820 : Borrell Ier, comte d'Urgell et comte d'Osona

### Comtes d'origine aragonaise
- 820-824 : Aznar Ier Galíndez, comte d'Urgell
- 824-834 : Galindo Ier Aznárez, fils du précédent

### Comtes d'origine barcelonaise
- 834-848 : Sunifred Ier, comte de Barcelone, fils de Bello, comte de Carcassonne
- 848-869 : Salomon, probablement neveu de Bello
- 870-897 : Guifred le Velu, comte de Barcelone, fils de Sunifred Ier

## Comtes héréditaires de la maison de Barcelone

### Dynastie de Cerdagne
- 897-927 : Miron II de Cerdagne, fils du précédent
- 927-968 : Sunifred II de Cerdagne, fils du précédent
- 968-984 : Miron III de Cerdagne, frère du précédent
- 968-988 : Oliba Cabreta, frère du précédent
- 988-1035 : Guifred II de Cerdagne, fils du précédent
- 1035-1068 : Raimond Guifred Ier de Cerdagne, fils du précédent
- 1068-1095 : Guillaume Ier de Cerdagne, fils du précédent
- 1095-1109 : Guillaume II de Cerdagne, fils du précédent
- 1109-1118 : Bernat Guillem de Cerdagne, frère du précédent

### Comtes de Barcelone
À partir de 1118, le comté de Cerdagne passe aux mains des comtes de Barcelone :
- 1118-1131 : Raimond-Bérenger III de Barcelone, cousin germain du précédent
- 1131-1162 : Raimond-Bérenger IV de Barcelone, fils du précédent

### Maison d'Aragon
Le comté de Cerdagne est rétabli en 1162, au profit du fils puîné de Raimond-Bérenger IV de Barcelone et Pétronille d'Aragon :
- 1162-1168 : Pierre de Cerdagne, fils du précédent
- 1168-1223 : Sanche Ier de Cerdagne, neveu du précédent
- 1223-1241 : Nuno Ier de Cerdagne, fils du précédent
- 1242-1276 : Jacques Ier d'Aragon, cousin du précédent

### Maison d'Aragon - Rois de Majorque
- 1276-1311 : Jacques II de Majorque, fils du précédent
- 1311-1324 : Sanche de Majorque, fils du précédent
- 1324-1349 : Jacques III de Majorque, neveu du précédent
- 1349-1375 : Jacques IV de Majorque, fils du précédent
- 1375-1403 : Isabelle Ire de Majorque, sœur du précédent

Depuis 1344, le royaume de Majorque, le comté de Roussillon et le comté de Cerdagne ont été conquis par le roi d'Aragon Pierre IV le Cérémonieux. Ils sont intégrés en 1375 à la Couronne d'Aragon.